# Can Xica
Can Xica és una obra de Sant Iscle de Vallalta (Maresme) protegida com a Bé Cultural d'Interès Local.

## Descripció
Masia situada a l'oest del Torrent de la Roureda, al veïnat de la Cortada, propera a altres masies com Can Bruno, Can Feliçó o Can Josep Gravat. La planta original, de forma rectangular, ha estat modificada per la incorporació de noves construccions adossades a l'original. Així trobem també diferents cobertes, però la construcció original segurament era d'una sola vessant. La façana principal està orientada al sud-est, és de dues plantes amb la porta d'accés formada per un arc molt rebaixat i una finestra al costat.